# سفارة أوكرانيا في جورجيا
سفارة أوكرانيا في جورجيا هي أرفع تمثيل دبلوماسي لدولة أوكرانيا لدى جورجيا. تقع السفارة في تبليسي وهي تهدف لتعزيز المصالح الأوكرانية في جورجيا.

## وصلات خارجية
- الموقع الرسمي
- قائمة سفارات أوكرانيا
- قائمة السفارات في جورجيا